# Demons Down
Demons Down ist das 1992 veröffentlichte dritte Studioalbum der US-amerikanischen Melodic-Rock-Band House of Lords. Gleichzeitig ist es das letzte Album vor der erstmaligen Trennung der Band und auch das letzte, auf dem Gründer Gregg Giuffria als Bandmitglied zu hören ist.

## Entstehung
Nachdem das Vorgängeralbum Sahara nicht den gewünschten Erfolg gebracht hatte, hatten sich House of Lords und Simmons Records den bestehenden Plattenvertrag nicht verlängert. Chuck Wright, Michael Guy und Ken Mary hatten die Band verlassen. Als Ersatz stiegen der Gitarrist Dennis Chick, Bassist Sean McNabb und Schlagzeuger Tommy Aldridge bei House of Lords ein; James Christian und Gregg Giuffria waren die einzigen verbliebenen Originalmitglieder.
1992 hatte die Gruppe bei Victory Music, Inc. einen Schallplattenvertrag unterschrieben, der Vertrieb erfolgte über Polygram. Victory veröffentlichte Demons Down, das von James Christian bis heute als sein Lieblingsalbum bezeichnet wird und von David Thoener und House of Lords produziert wurde.
Daneben gab es wieder prominente Musiker, die bei den Aufnahmen unterstützten: Paul Stanley sang im Hintergrund des Songs Johny's got a Mind of his own, Fiona sang ebenfalls Background Vocals, als ergänzende Gitarristen agierten Tim Pierce und Danny Jacobs, und auch David Glen Eisley war wieder dabei. Als Singles wurden Demons Down und die Ballade What’s Forever For veröffentlicht.
Die Titel Demons Down und What’s Forever For wurden als Singles veröffentlicht, erreichten jedoch nicht die Charts. Auch das Album konnte sich nicht platzieren. House of Lords löste sich noch im selben Jahr auf und fand sich erst 2004 in Originalbesetzung für ein Comeback wieder zusammen.

## Titelliste
1. 5:54 – O Father James Christian, Gregg Giuffria, Mark Edward Baker, Bob Marlette
2. 3:32 – Demons Down Christian, Giuffria, Baker
3. 4:36 – What's Forever For Christian, Giuffria, Baker
4. 4:46 – Talkin' 'Bout Love Christian, Giuffria, Baker, Tommy Aldridge, Steve Johnstad
5. 4:34 – Spirit of Love Christian, Giuffria, Tim Pierce, Mark Spiro
6. 4:49 – Down, Down, Down  Christian, Giuffria, Baker, Marlette
7. 5:03 – Metallic Blue  Christian, Giuffria, Baker, Mike Slamer
8. 5:36 – Inside You 	Christian, Giuffria, Spiro, Alan Pasqua
9. 3:40 – Johnny's Got a Mind of His Own  Christian, Giuffria, Baker
10. 3:21 – Can't Fight Love  Christian, Giuffria, Baker, Slamer

## Gastmusiker
- Tim Pierce – Gitarren
- Danny Jacobs – Gitarren
- Paul Stanley – Backing Vocals
- Fiona – Backing Vocals
- Aina – Backing Vocals
- David Glen Eisley – Backing Vocals